# Tomi Pettinen
Tomi Pettinen (* 17. Juni 1977 in Ylöjärvi) ist ein ehemaliger finnischer Eishockeyspieler, der zuletzt bei Lukko Rauma in der SM-liiga unter Vertrag stand.

## Karriere
Tomi Pettinen begann seine Karriere als Eishockeyspieler in der Nachwuchsabteilung von Ilves Tampere, für dessen Profimannschaft er in der Saison 1996/97 sein Debüt in der SM-liiga gab. Zunächst begann er auch die folgende Spielzeit bei Ilves Tampere, verließ die Mannschaft jedoch bereits nach drei Spielen und beendete sie bei dessen Ligarivalen Lukko Rauma. Die Saison 1998/99 begann der Verteidiger bei HIFK Helsinki. Den Hauptstadtklub verließ er nach vier punktlosen Spielen und verbrachte die gesamte restliche Spielzeit bei Hermes Kokkola in der zweitklassigen I divisioona. Für Hermes erzielte er in insgesamt 45 Spielen acht Tore und sechs Vorlagen. Daraufhin kehrte er zu Ilves Tampere zurück, für das er von 1999 bis 2002 Stammspieler in der SM-liiga war. In diesem Zeitraum wurde er im NHL Entry Draft 2000 in der neunten Runde als insgesamt 267. Spieler von den New York Islanders ausgewählt, für deren Farmteam Bridgeport Sound Tigers aus der American Hockey League er in der Saison 2001/02 nach dem Saisonende in Finnland zu neun Einsätzen  kam. Auch in den folgenden beiden Jahren spielte der Finne für Bridgeport Sound in der AHL, während er parallel insgesamt sechs Spiele für die New York Islanders in der National Hockey League absolvierte.
Während des Lockouts in der NHL spielte Pettinen in der Saison 2004/05 in seiner finnischen Heimat für den SM-liiga-Teilnehmer Lukko Rauma. Nach Wiederaufnahme des Spielbetriebs in der NHL, kehrte er zur folgenden Spielzeit zu den New York Islanders zurück und spielte anschließend weitere 18 Mal für diese in der NHL, während er parallel weiterhin für Bridgeport Sound in der AHL zum Einsatz kam. Zur Saison 2006/07 unterschrieb der Linksschütze einen Vertrag beim Frölunda HC aus der schwedischen Elitserien. Nach einem halben Jahr bei seinem neuen Verein, schloss er sich dem Leksands IF an, für den er während der folgenden eineinhalb Spielzeiten in der zweiten schwedischen Spielklasse, der HockeyAllsvenskan, auflief. In der Saison 2007/08 wies er die beste Plus/Minus-Bilanz aller Spieler der HockeyAllsvenskan auf. Ab der Saison 2008/09 spielte der finnische Nationalspieler für seinen Ex-Verein Lukko Rauma in der SM-liiga. Bei diesem war er ab der Saison 2010/11 Mannschaftskapitän. Zum Saisonende 2011/12 beendete er seine aktive Laufbahn.

### International
Für Finnland nahm Pettinen 2010 an der Euro Hockey Tour teil. Dabei gab er in drei Spielen zwei Torvorlagen.

## Erfolge und Auszeichnungen
- 2008 Beste Plus/Minus-Bilanz der HockeyAllsvenskan

## Statistik
(Stand: Ende der Saison 2010/11)